# Сорокопуд довгохвостий
Сорокопуд довгохвостий (Lanius schach) — вид горобцеподібних птахів родини сорокопудових (Laniidae).

## Поширення

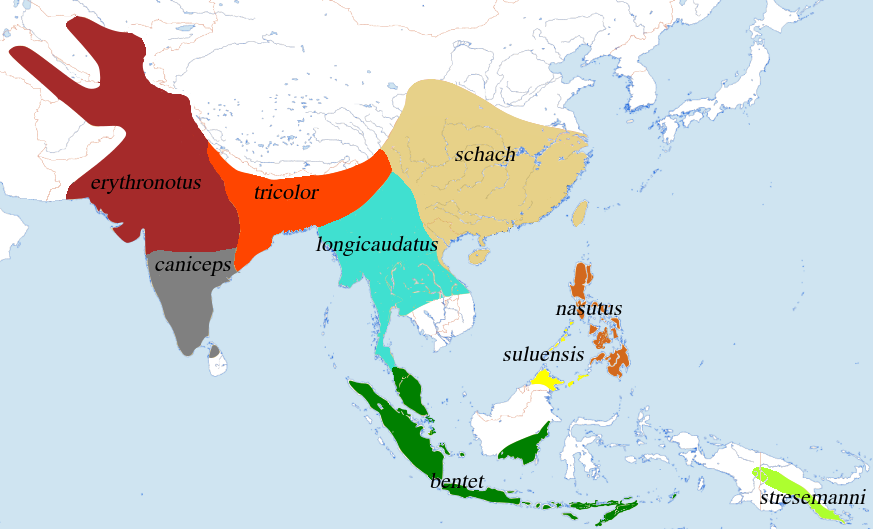
Ареали різних підвидів

Вид поширений в Південній та Південно-Східній Азії від Казахстану до на південь Шрі-Ланки та схід до Тайваню; відсутній в Індокитаї, але поширений далі на Філіппінах, Великих і Малих Зондських островах та в Папуа Новій Гвінеї. Бродяжні птахи спостерігалися на Близькому Сході, в Європі, Японії та Океанії. Мешкає у відкритих трав'янистих або степових районах з ізольованим деревами або невеликими лісистими острівцями.

## Опис
Птах середнього розміру, завдовжки 20-25 см, вагою 33-53 г. Це птахи з міцною і масивною зовнішністю з досить великою і овальною головою, міцним і гачкуватим дзьобом, міцними і досить короткими ногами, короткими і округлими крилами і досить довгим тонким хвостом з квадратним кінцем. Забарвлення дуже відрізняється залежно від підвиду. Верхівка голови, шия та плечі сірі (у деякий підвидів чорні). Спина, крила, боки та підхвістя персикового кольору (у різних підвидів з більшими домішками сірого або чорного). Лицьова маска, махові пера та хвіст чорні. Очі темно-карі, дзьоб і ноги майже чорні.

## Спосіб життя
Живуть поодинці або парами. Активно захищають свою територію від конкурентів. Живиться комахами іншими безхребетними та дрібними хребетними. Велику здобич нанизують на велику колючку куща або дерева, таким чином сорокопуд може розірвати її на шматки міцним гачковим дзьобом, оскільки ноги птаха не пристосовані для утримування здобичі.
Сезон розмноження триває з кінця березня по липень. Глибоке чашоподібне гніздо побудована з переплетених гілочок, облицьоване зсередини рослинними волокнами та розташовується між гілками колючих кущів. У гнізді 3-6 яєць. Інкубація триває два тижні. Насиджують кладку обидва батьки почергово. Пташенята вилуплюються сліпі та без оперення, але можуть літати вже після трьох тижнів життя, стаючи незалежними від батьків приблизно через місяць після вилуплення.

## Підвиди
Існує 9 визнаних підвидів:
- Lanius schach erythronotus (Vigors, 1831) — широко поширений у північно-західній частині ареалу, зайнятому видом(Туркестан та північ Індійського субконтиненту);
- Lanius schach caniceps Blyth, 1846 — поширений в Індії та Шрі-Ланці;
- Lanius schach tricolor Hodgson, 1837 — поширений уздовж Гімалаїв, на північному сході Індійського субконтиненту та на південному заході Китаю;
- Lanius schach schach Linnaeus, 1758 — номінальний підвид, поширений з Непалу до півночі Індокитаю;
- Lanius schach longicaudatus Ogilvie-Grant, 1902 — поширений в Індокитаї і Тенасерімі;
- Lanius schach bentet Horsfield, 1821 — широко поширений на Малайському півострові та великих Зондських островах аж до Тимору;
- Lanius schach nasutus Scopoli, 1786 — Ендемік Філіппін;
- Lanius schach suluensis (Mearns(інші мови), 1905) — острови Сулу, північний схід Борнео;
- Lanius schach stresemanni Mertens(інші мови), 1923 — ендемік Нової Гвінеї.

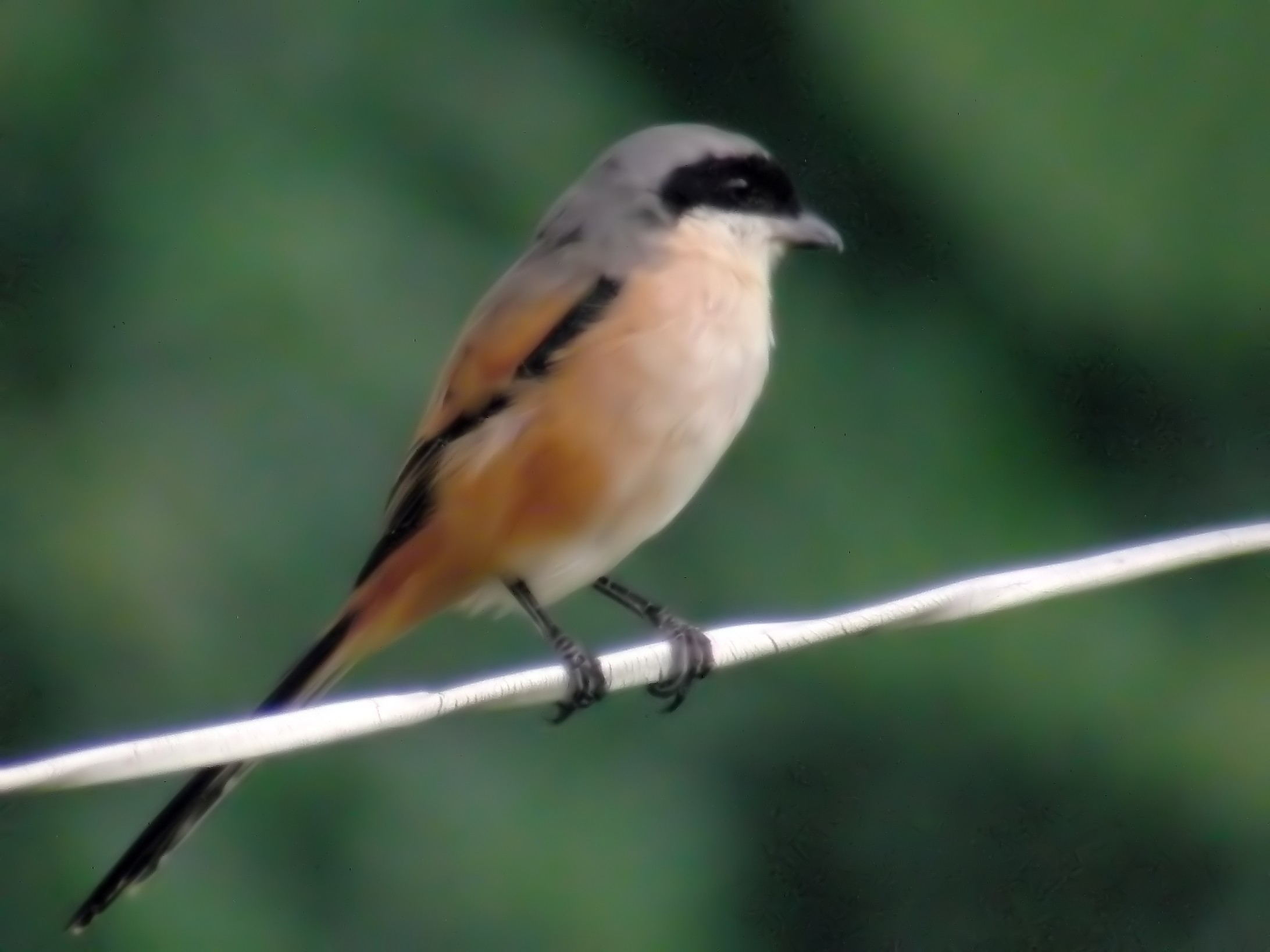
Номінальний підвид
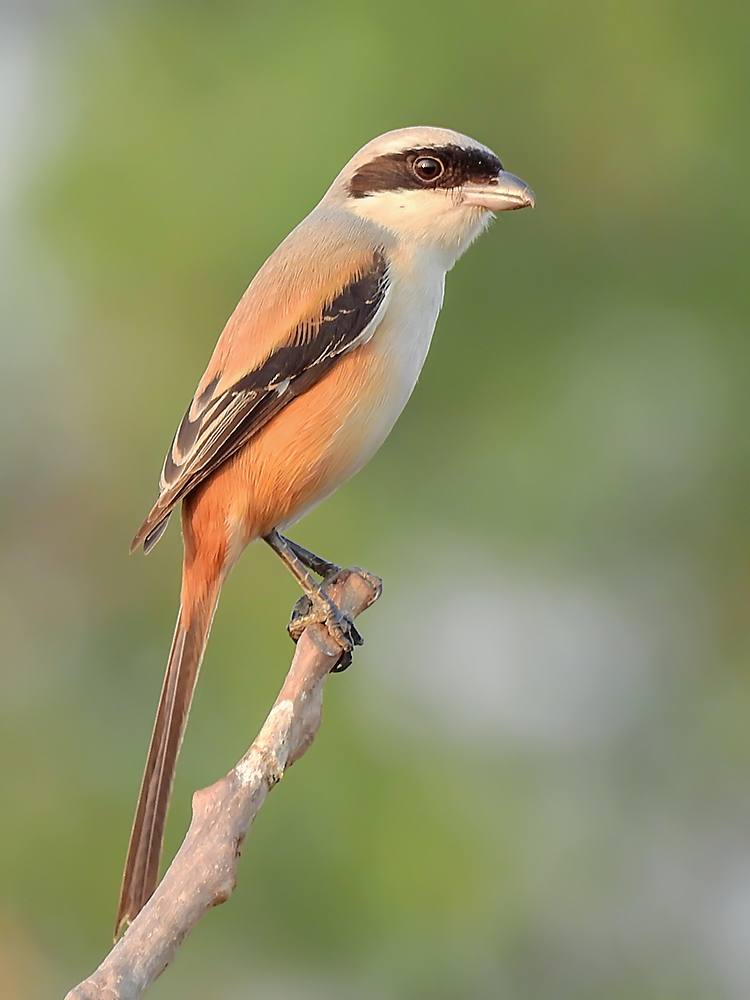
L. s. erythronotus.
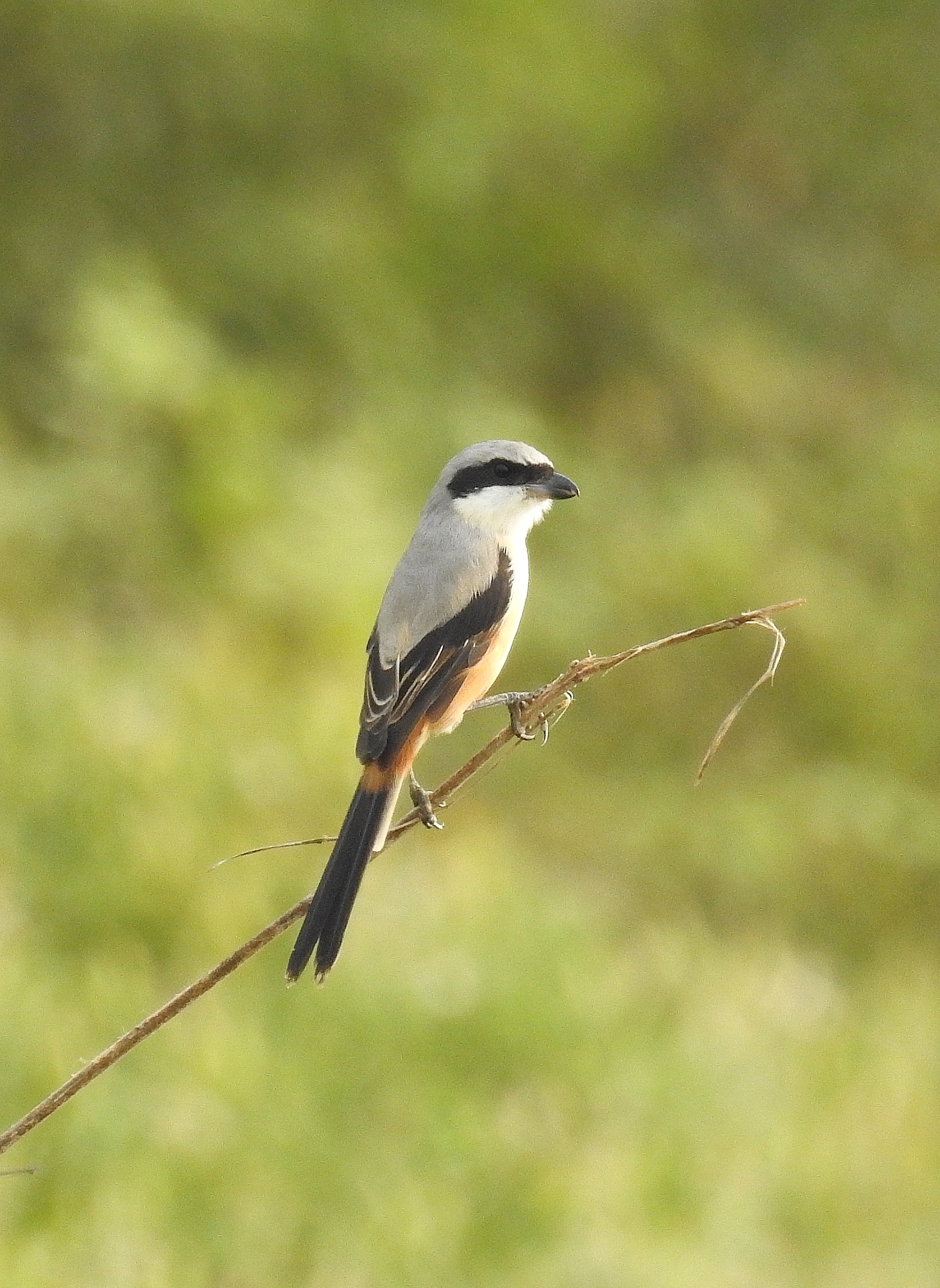
L. s. caniceps
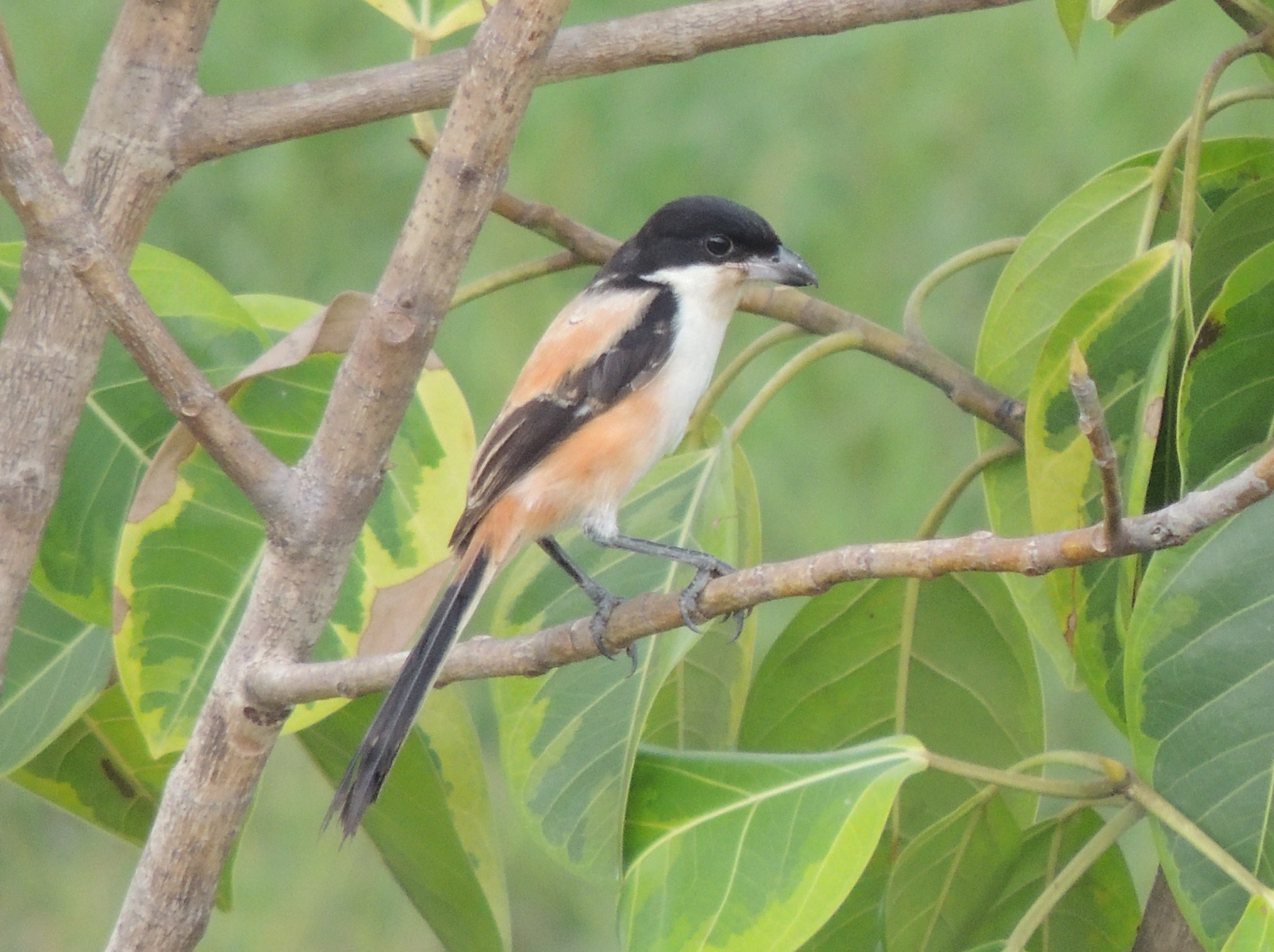
L. s. tricolor.
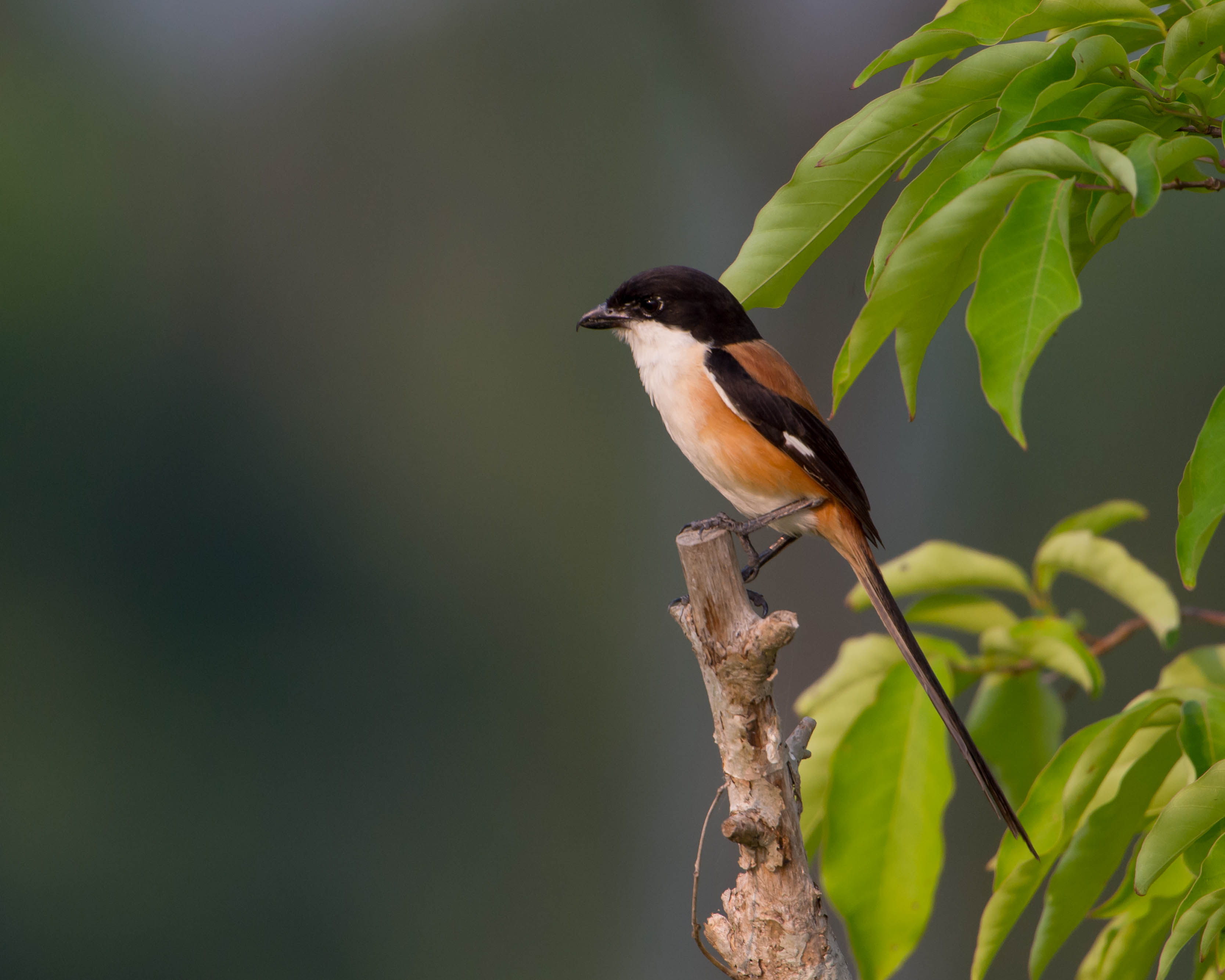
L. s. longicaudatus
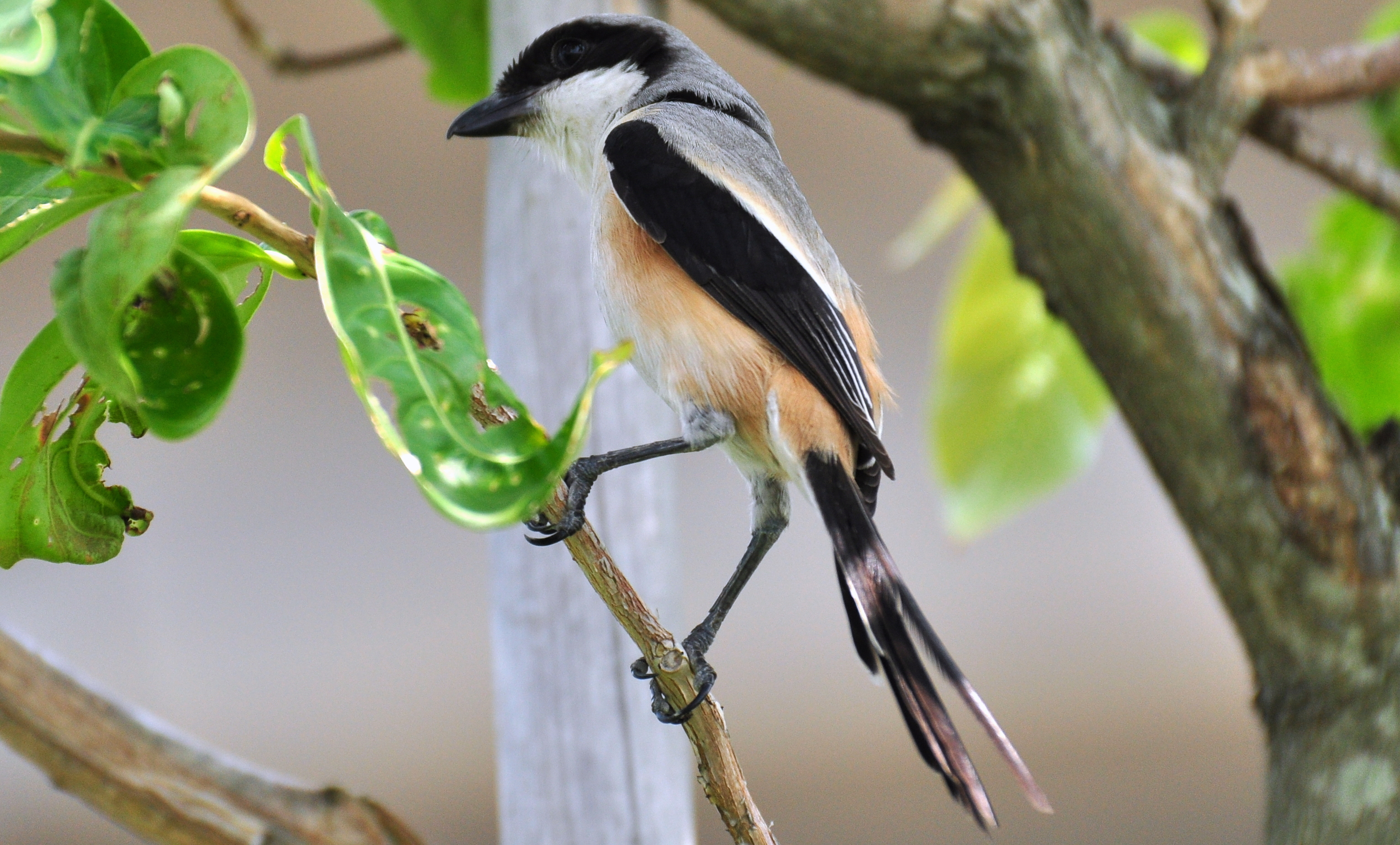
L. s. bentet.
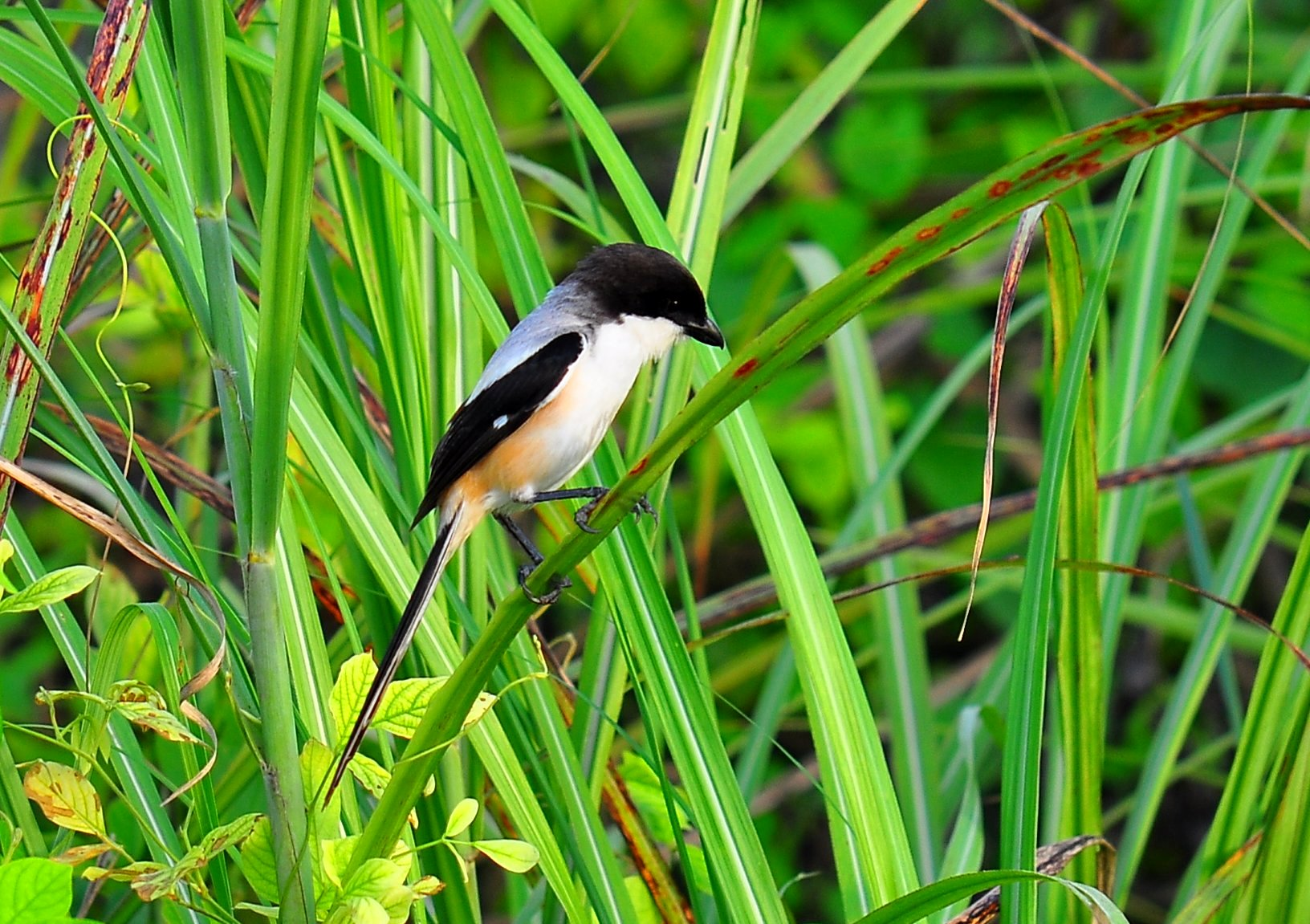
L. s. nasutus.